# فيني (لا كرونيا)
بلدية فيني (بالإسبانية: Fene)‏، هي إحدى بلديات مقاطعة لا كرونيا إحدى مقاطعات إسبانيا، و التي تقع في منطقة جليقية شمال غرب إسبانيا.
يبلغ عدد سكانها 14,638 نسمة وفقاً لإحصائية سنة (2002).